# Дионисии
Дионисии — одно из основных празднеств в Древней Греции в честь бога Диониса. Большие Дионисии — городской праздник, проводившийся с 25 марта по 1 апреля с трагедиями, комедиями, сатирой; фаллическим шествием, ряжением, маскарадом, дифирамбами, состязанием поэтов и наградами победившим актёрам и поэтам. Завершалось богатым пиршеством за счёт государства. Малые Дионисии — сельский праздник, проводившийся в конце декабря в честь окончания сбора винограда и разлива молодого вина.
О Дионисе было сложено множество сказаний – мифов, широко распространённых в Древней Греции. Рассказывалось, как однажды бешеный бык забодал насмерть насмешливого сатира, большого друга Диониса. Горько плача, мальчик полил его раны душистым цветочным нектаром, и тогда сатир превратился в виноградную лозу, а сок плодов этой лозы стал пьянящим. Возмужавший Дионис побывал потом во многих странах и научил народы возделывать виноград, изготовлять из него вино и наслаждаться этим благородным напитком под сенью плющевых венков, предохраняющих от чрезмерного опьянения. Гомер называл Диониса «радостью людей». А согласно мифу постоянными спутницами Диониса были богини Харита и Эйрена – Обаяние и Мир.
Драматические представления в Греции в VI—IV веках до н. э. происходили только на праздниках Диониса – учреждены афинским тираном Писистратом особенно на Великих Дионисиях в марте и на Лениях в конце января, отчасти на Малых Дионисиях (в деревнях в декабре) и составляли часть культа этого бога.
Римский поэт Гораций так и говорил, что «трагедия первоначально была состязанием из-за дешёвого козла», т. е. трагическое представление было сначала культовым обрядом, при котором приносили в жертву козла, обоготворение  которого и было связано с культом Диониса.
Мифы о Дионисе ярко отражали переход эллинского общества от скотоводства к земледелию, важнейшей отраслью которого было виноградарство. На смену богам-животным приходили очеловеченные божества, и, конечно же, менялись формы их почитания. Так же и у древних греков. В период родового строя существовал культ животных в его наиболее распространённой форме. В числе животноподобных божеств был и бог Дионис, чтимый в облике быка и козла. Почитатели Диониса уподоблялись ему, надевая шкуры и маски. Впоследствии, когда бог-козёл Дионис стал антропоморфным божеством, его почитатели стали осмысляться как изображающие спутников Диониса – козлоногих Сатиров.
От обычая переодеваться козлами во время празднования Дионисий производится и само слово «трагедия» (от tragos козёл и ode песнь) обрядовая песнь в честь бога Диониса. Подобно трагедии название «комедия» производится от слов «комос», что значит «шествие бражников» и ode песнь.
В конце декабря и начале января, когда южное солнце начинало пригревать по-весеннему, в греческой области Аттике устраивались праздники – Сельские Дионисии. Комос – так назывались шумные ватаги мужчин и женщин – устремлялись к алтарю Диониса, попивая вино и распевая в честь божества хвалебные песни. Поскольку Дионис, согласно мифу, имел прозвище Дифирамб, что означает «дважды рожденный» — этим словом стали называть восторженные и озорные песнопения в честь божества. Древнегреческий поэт Архилох, например, писал:
И владыке Дионису дифирамб умею я

Затянуть прекраснозвучный, дух вином воспламеня.
В февральско-мартовский праздник цветов – Антестерии – красочно представлялось прибытие Диониса на корабле в Афины, крупнейший порт Аттики. Позднее древнеримские авторы называли по-латыни этот праздничный корабль Диониса carrus navalis «корабельная колесница» и отсюда произошло хорошо известное нам слово «карнавал». Из этих карнавалов с участием комос и трагедов, выступавших на улицах Афин, родились комедия и трагедия; они легли в основу великого и бессмертного древнегреческого театрального искусства.
Во время Великих дионисий ставились представления в театре, во время этого периода драматурги представляли на суд зрителей свои произведения и участвовали в конкурсе.
Дни дионисий были нерабочими. В празднестве участвовало всё городское население.